# Jeon Hun-Young
Jeon Hun-Young (en coreano: 전훈영; 29 de mayo de 1994) es una deportista surcoreana que compite en tiro con arco, en la modalidad de arco recurvo. Participó en los Juegos Olímpicos de París 2024, obteniendo una medalla de oro en la prueba por equipo (junto con Lim Si-Hyeon y Nam Su-Hyeon).

## Palmarés internacional
| Juegos Olímpicos | Juegos Olímpicos | Juegos Olímpicos | Juegos Olímpicos |
| Año              | Lugar            | Medalla          | Prueba           |
| ---------------- | ---------------- | ---------------- | ---------------- |
| 2024             | París (Francia)  | Medalla de oro   | Equipo           |